# Фотография в Новой Зеландии

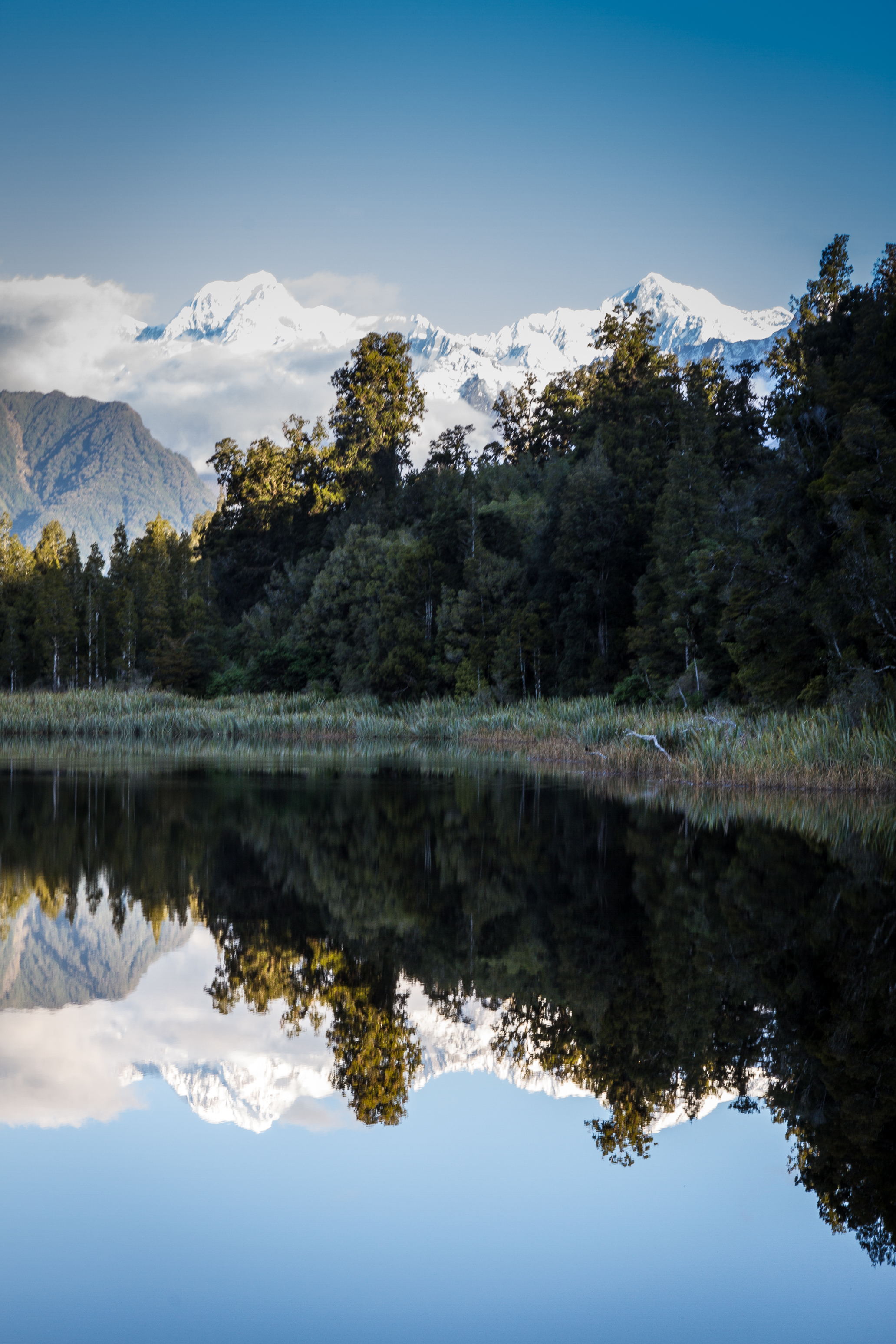
Западное побережье Новой Зеландии, 2014

Фотография в Новой Зеландии развивалась аналогично другим колониям. В первые годы существования фотографии Новая Зеландия ввиду географической удалённости испытывала недостаток фотоматериалов, однако пионеры фотоискусства оставили множество снимков, в частности, значительное количество фотографий маори. В первой половине XX века в фотографии страны доминировали пикториализм и социальный реализм. В XXI веке в связи с повсеместным распространением ультракомпактных фотокамер фотоискусство демократизировалось и стало доступным всем слоям населения.

## Колониальная фотография

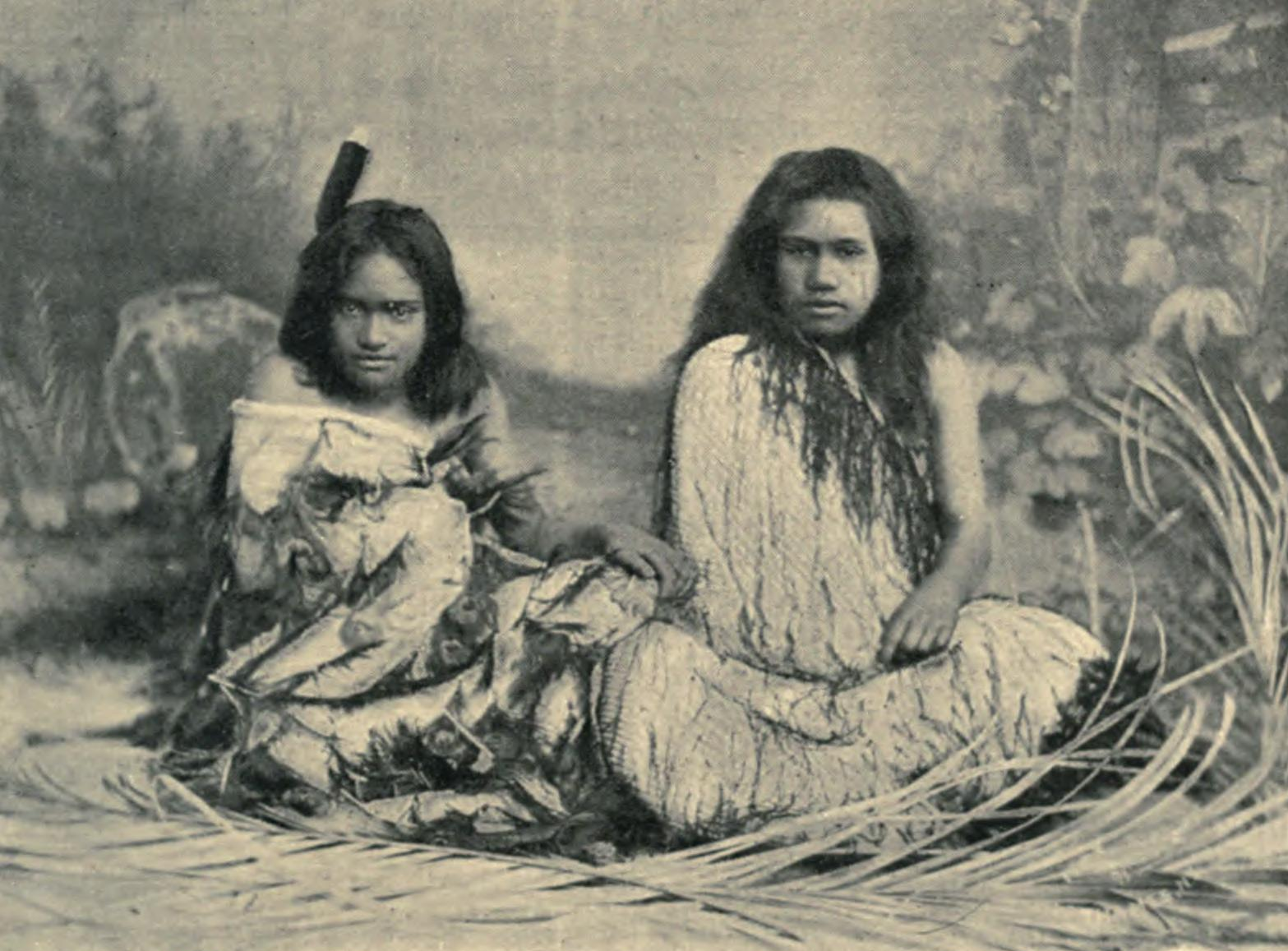
Девушки-маори, 1898

Первые попытки создания дагеротипов в Новой Зеландии относятся к 1844 году, а первым человеком, успешно сделавшим фотографии страны, стал приехавший из Северной Америки Лоусон Инсли (англ. Lawson Insley). В 1853 году он запечатлел несколько новозеландцев, включая двух женщин-маори. Вскоре фотография стала популярна среди колонистов, уже через 4 года была открыта первая фотостудия и появились курсы обращения с дагерротипами.
Новозеландские фотографы запечатлели города, где поселились, а также окрестные пейзажи. Вместе с геологами, отправившимися на поиски золота в Отаго, был и местный фотограф — Бруно Хеймел (англ. Bruno Hamel). Имеются ранние снимки Данидина вскоре после основания. В 1875 году вышел в печать первый и единственный викторианский фотоальбом Rotomahana and the Boiling Springs of New Zealand Дэниэла Манди (англ. Daniel Mundy). Маори быстро поняли потенциал фотографии для сохранения сведений о своей генеалогии, они фотографировались и украшали стены мараэ портретами.
В 1860-х годах в Британской империи в моду вошли открытки с пейзажами неизвестных земель, и новозеландские виды стали пользоваться огромной популярностью (что стало предтечей появления туристической отрасли местной экономики), хотя их изготовление оставалось крайне медленным и трудоёмким ввиду использования устаревших технологий. Одна за одной открывались фотостудии, фотография становилась всё более доступна населению.
Успешный коммерческий фотограф Альфред Бёртон (англ. Alfred H. Burton) запечатлел в верховьях реки Уонгануи одни из последних поселений маори, не контактировавших с европейцами; Розовые и Белые террасы Роторуа до и после извержения 1886 года; а также виды Фиджи, Самоа и Тонги.
Другая мода — на открытки с «экзотическими туземцами» — привела к созданию множества портретов вождей маори, покрытых татуировками. В этом жанре особенно преуспела семейная пара Джорджа и Элизабет Палман (англ. Pulman); Палман считается первой в стране женщиной-фотографом. Популярность набрал также жанр, изображающий антропогенные изменения в стране: использование нетронутых почв для сельского хозяйства, вырубку лесов и горное дело.

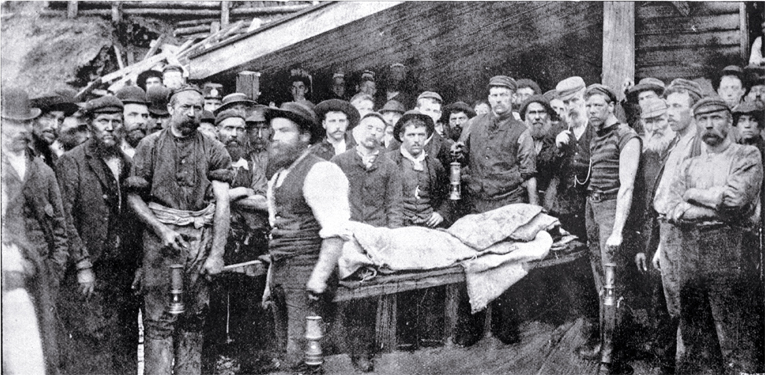
После взрыва на шахте, 1896 год
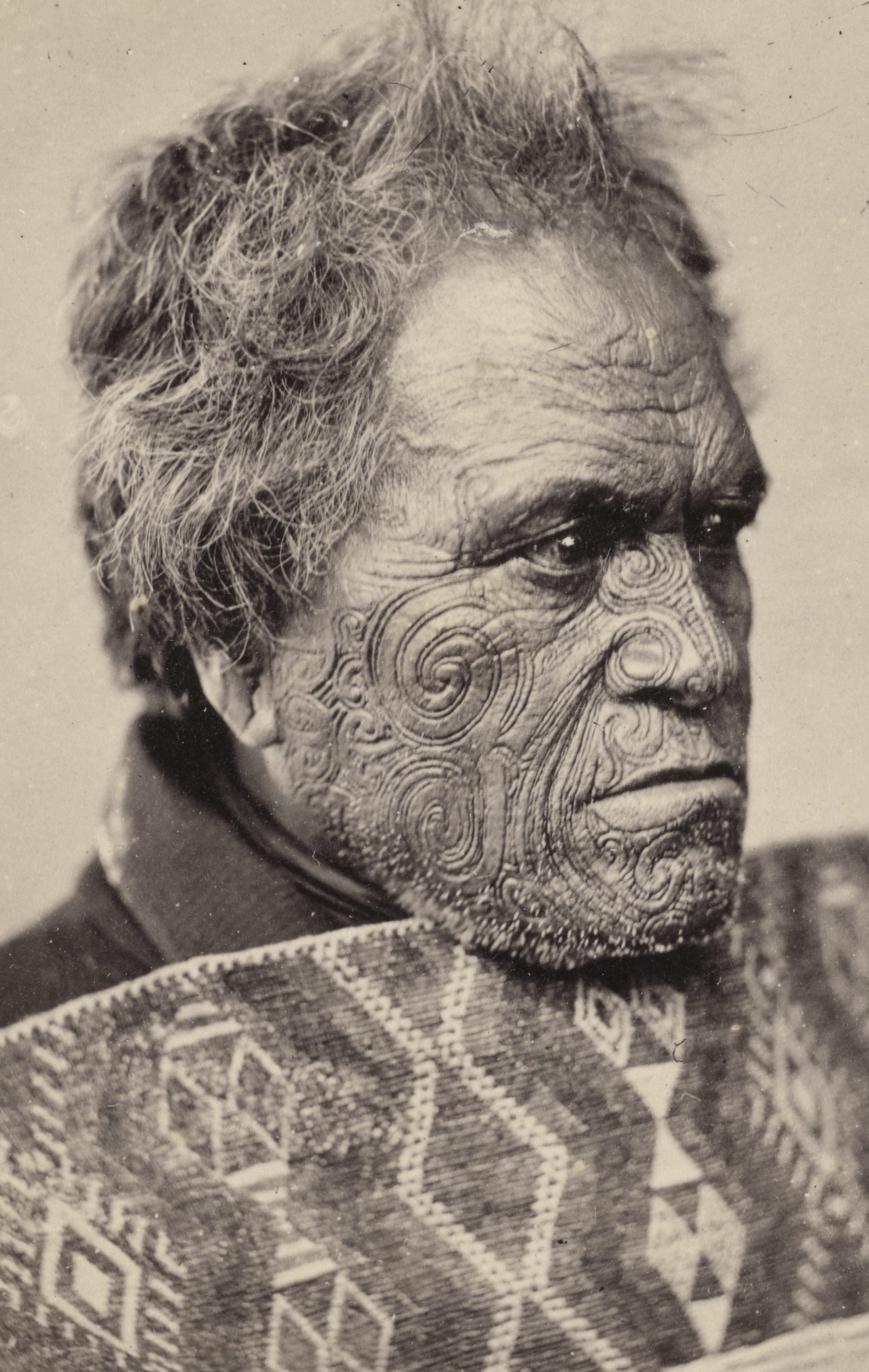
Вождь Томити Те Муту, 1860—1879 годы
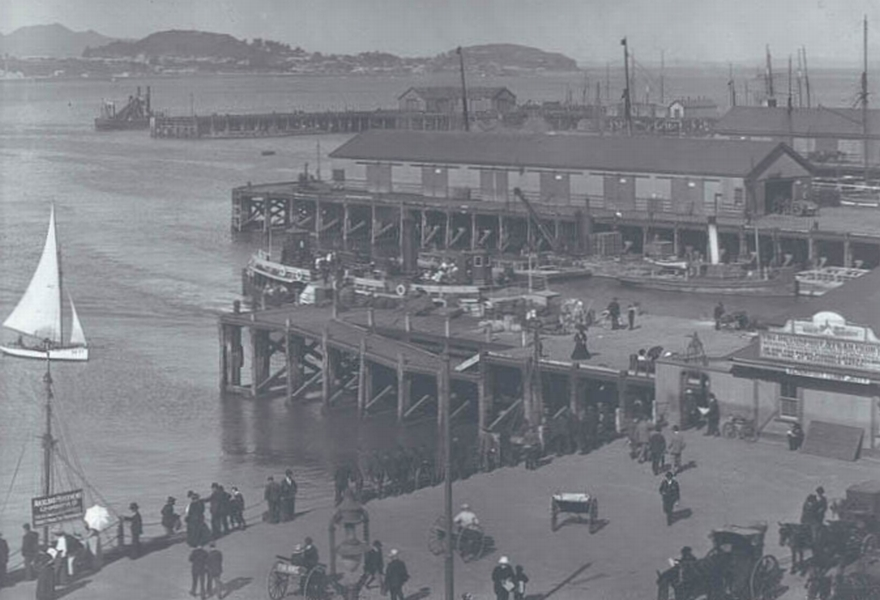
Набережная Окленда в 1905 году

## Первая половина XX века
В 1890 году появились непрофессиональные камеры Kodak Brownie, что сильно увеличило количество фотографов во всём мире, включая Новую Зеландию. Ещё в XIX веке основано Данидинское фотографическое общество, продолжающее работу и в XXI веке. В 1898—1902 годах популярность набрали пикториализм и социальный реализм, границу между которыми было сложно провести. Модернизм пришёл в Новую Зеландию в смягчённом виде, местная фотографическая традиция постепенно впитывала его характерные приёмы — необычные ракурсы, чёткость снимков и геометричные формы. Несколько новозеландских солдат, участвовавших в Первой мировой войне, нелегально провезли с собой фотокамеры, оставив полевые фотоснимки. В 1919 году произведена первая аэрофотосъёмка.
Начиная с 1930-х годов в работах местных фотохудожников появляются социальные темы. Один из влиятельных фотографов-модернистов, Эрик Ли-Джонсон, много публиковался в 1940-х и 1950-х, поднимая в своём творчестве разнообразные проблемы, но держал своё имя в секрете, чтобы не испортить карьеру художника. Множество известных новозеландских фотографов-модернистов того периода — иммигранты: среди них чех Франк Хофман (англ. Frank Hofmann) и нидерландец Тео Схон. В 1950-е модернизм вошёл в коммерческую и промышленную съёмку, известность получили рекламисты Гордон Бёрт и (англ. Gordon Burt), Билл Спарроу (англ. Bill Sparrow) и профессионально фотографировавшая свадьбы Эми Харпер (англ. Amy Harper).
С середины 1950-х в фотографии начинает доминировать документальный подход. Лучшие фотожурналисты страны эмигрировали ввиду недостатка карьерных опций: вплоть до начала XXI века единственным местным изданием для публикации оставался New Zealand Geographic. Джордж Силк (англ. George Silk), Том Хатчинс (англ. Tom Hutchins) и Брайан Брейк (англ. Brian Brake) работали в журнале Life, снимая Китай, Океанию, Египет и Европу. Силк получил всемирную известность, первым засняв разрушенный атомной бомбой Нагасаки. Другой знаменитый фотограф — Брайан Брейк — в 1957 году получает полное членство в престижном фотоагентстве Magnum Photos.
Проекты New Zealand: Gift of the Sea Брайана Брейка и Мориса Шадболта 1963 года и Maori Анс Вестры (англ. Ans Westra) запечатлели распространённое в Новой Зеландии восприятие страны как места с нетронутой природой и простым, суровым населением; в то же время другие авторы старались выбраться из образа, которым Новую Зеландию наделили открытки.

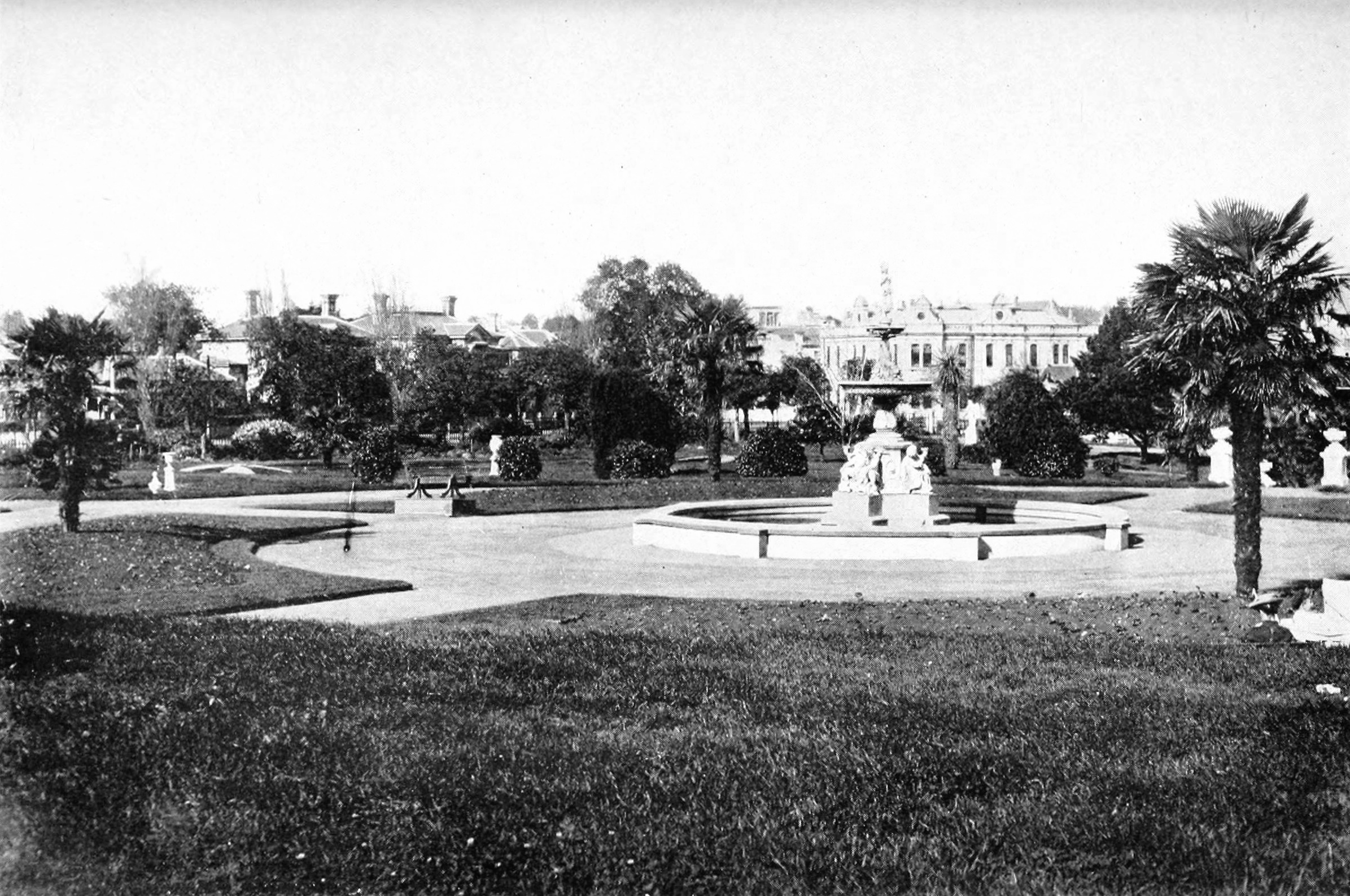
Окленд, Альберт-парк, 1913 год. Издание Picturesque New Zealand
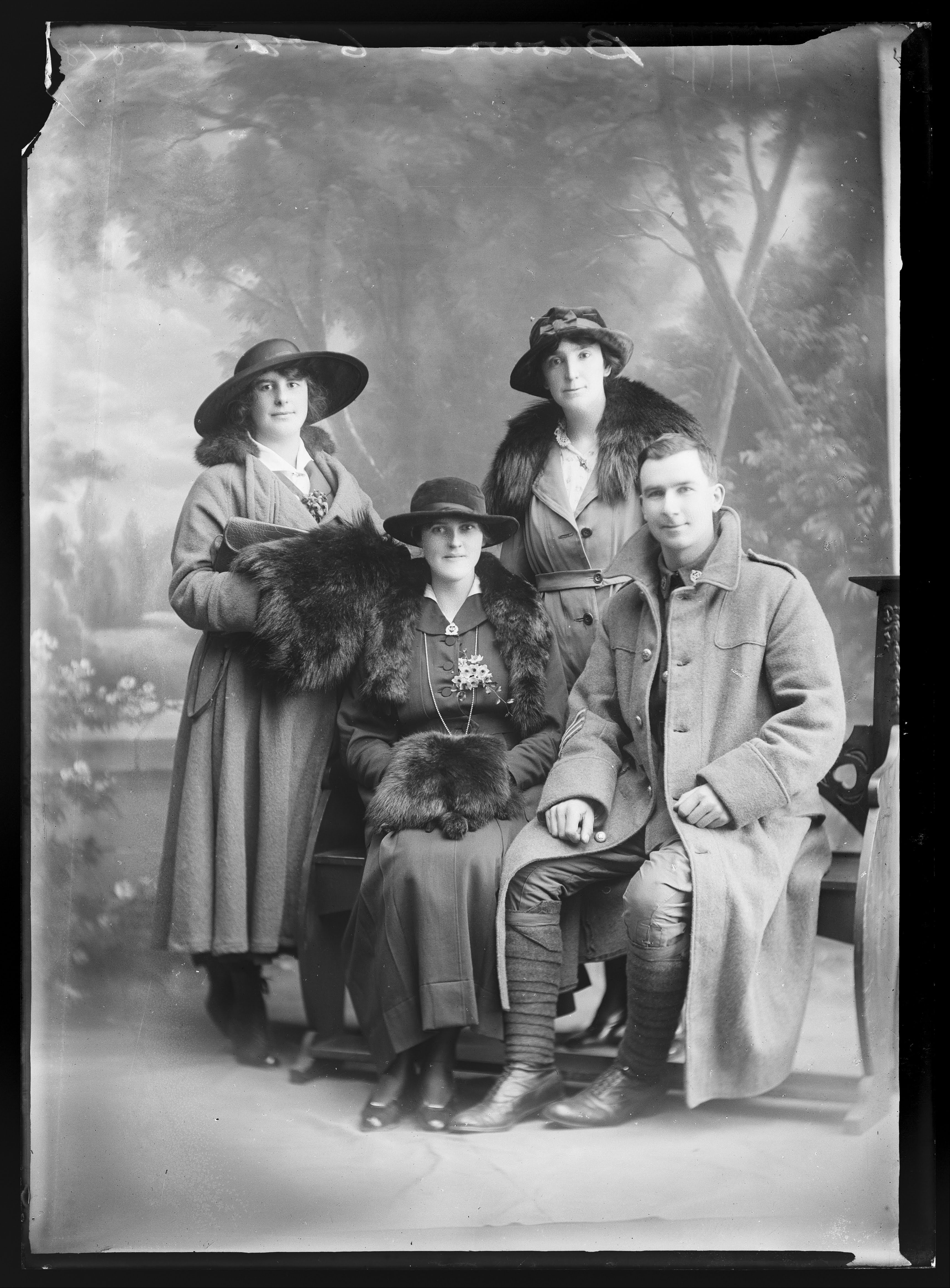
Семейный портрет, 1900—1930
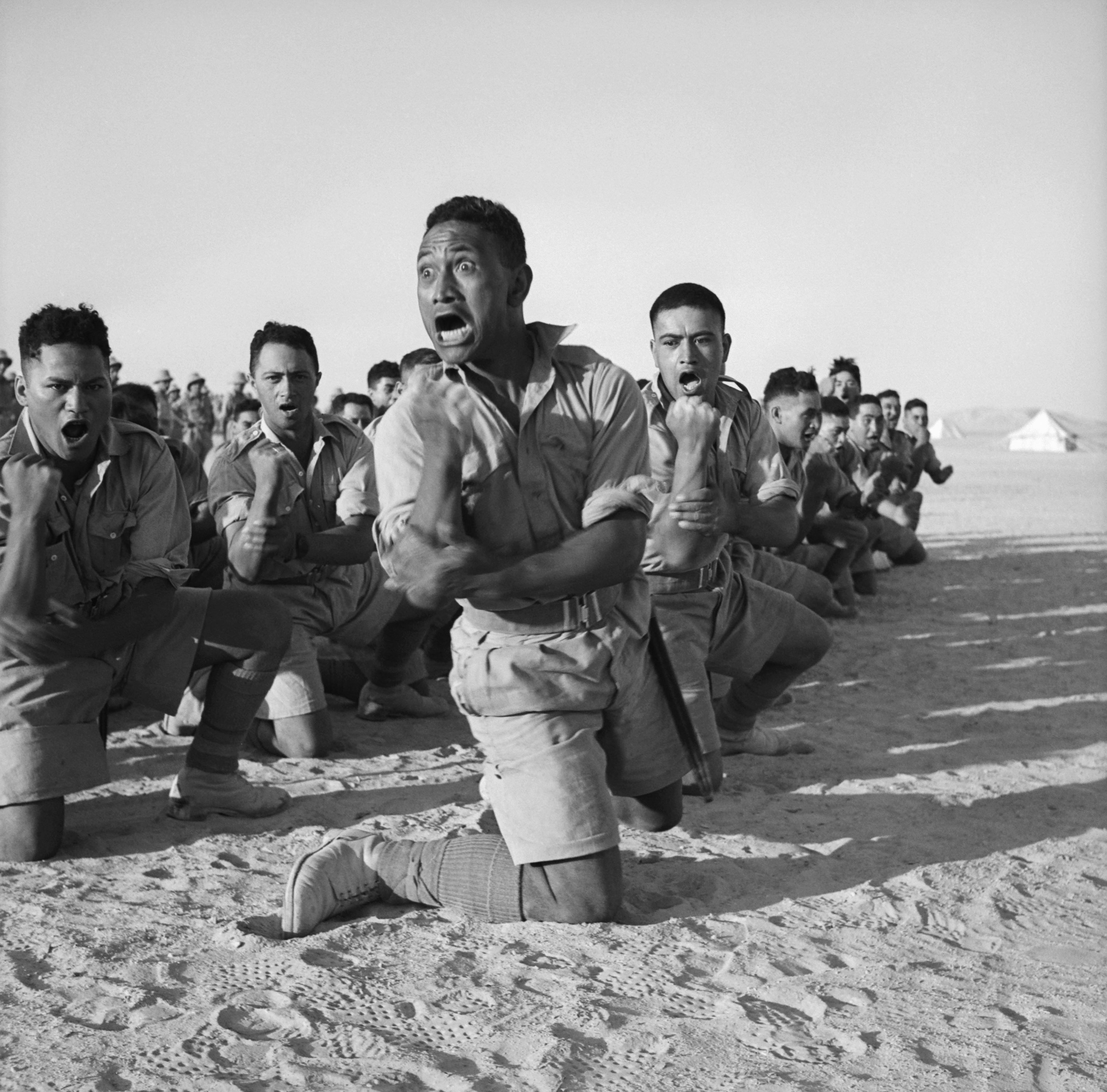
Солдаты-маори исполняют танец хака, 1941

## Во второй половине XX века и новейшее время
Социальные вопросы продолжали занимать новозеландских фотохудожников. Публикация Анс Вестры Washday at the pa («Стирка в па») вызвала протесты маори: они утверждают, что автор запечатлела бедную семью, представив её будни как усреднённый образ жизни маори. Работу The unseen city: 123 photographs of Auckland 1967 года критики оценили как «противоядие открыточному образу страны». Фотограф Марти Фридландер и историк Майкл Кинг выпустили в 1972 году богато иллюстрированную книгу Moko: Maori tattooing in the 20th century, посвящённую пожилым татуированным женщинам-маори.
В 1965 году в Оклендском университете началось преподавание искусства фотографии. Это привело к появлению в 1974 году организации PhotoForum и одноимённого журнала, они организовывали десятки выставок в крупных городах страны. Основанный в 1984 году New Zealand Centre for Photography стал центром фотоискусства, забрав эту роль у PhotoForum. Центром в 1992—2008 годах выпускался журнал New Zealand Journal of Photography. В 1978 году основана ассоциация коммерческих фотографов Advertising and Illustrative Photographers Association.
Фотография постепенно начинала считаться одним из видов изобразительного искусства в последние десятилетия XX века (в том числе в Новой Зеландии). Присутствие фотографов в различных политических движениях и на мероприятиях привело к появлению множества документальных снимков. Хотя женщины занимались фотоискусством на всём протяжении истории фотографии Новой Зеландии, в 1980-х годах в ряды фотографов вошло множество активисток, запечатлевших хронику феминистского, ЛГБТ- и движения за безъядерный статус страны. Развитие постмодернизма в новозеландской фотографии происходило в основном благодаря женщинам, в особенности Di ffrench и Кристине Вебстер.
В дальнейшем известных новозеландских фотографов интересовали вопросы истории и значение в ней отдельных географических точек, культурная идентичность и душевное здоровье. В XXI веке частично вернулся интерес к старинным фотографическим техникам, работой в них прославились Бен Кауки (англ. Ben Cauchi) и Джойс Кэмпбелл (англ. Joyce Campbell). Большинство профессиональных фотографов Новой Зеландии XXI века избегает создания фотографий с легкоузнаваемым национальным колоритом.
По состоянию на 2011 год в стране функционировали две фотогалереи: Photospace в Веллингтоне и McNamara Gallery—Photography в Уонгануи, выпускается два журнала: профессиональный D-Photo и ориентированный на любительскую аудиторию The Photographer's Mail. С 2004 года в Окленде проводится фестиваль фотографии.

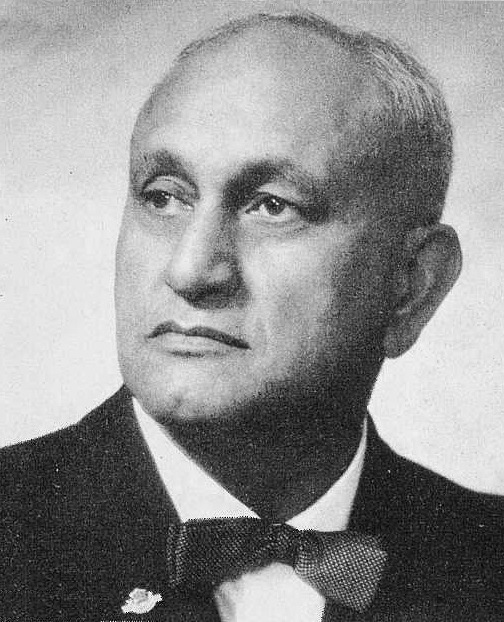
Официальный портрет политика Арнольда Риди[англ.], 1963
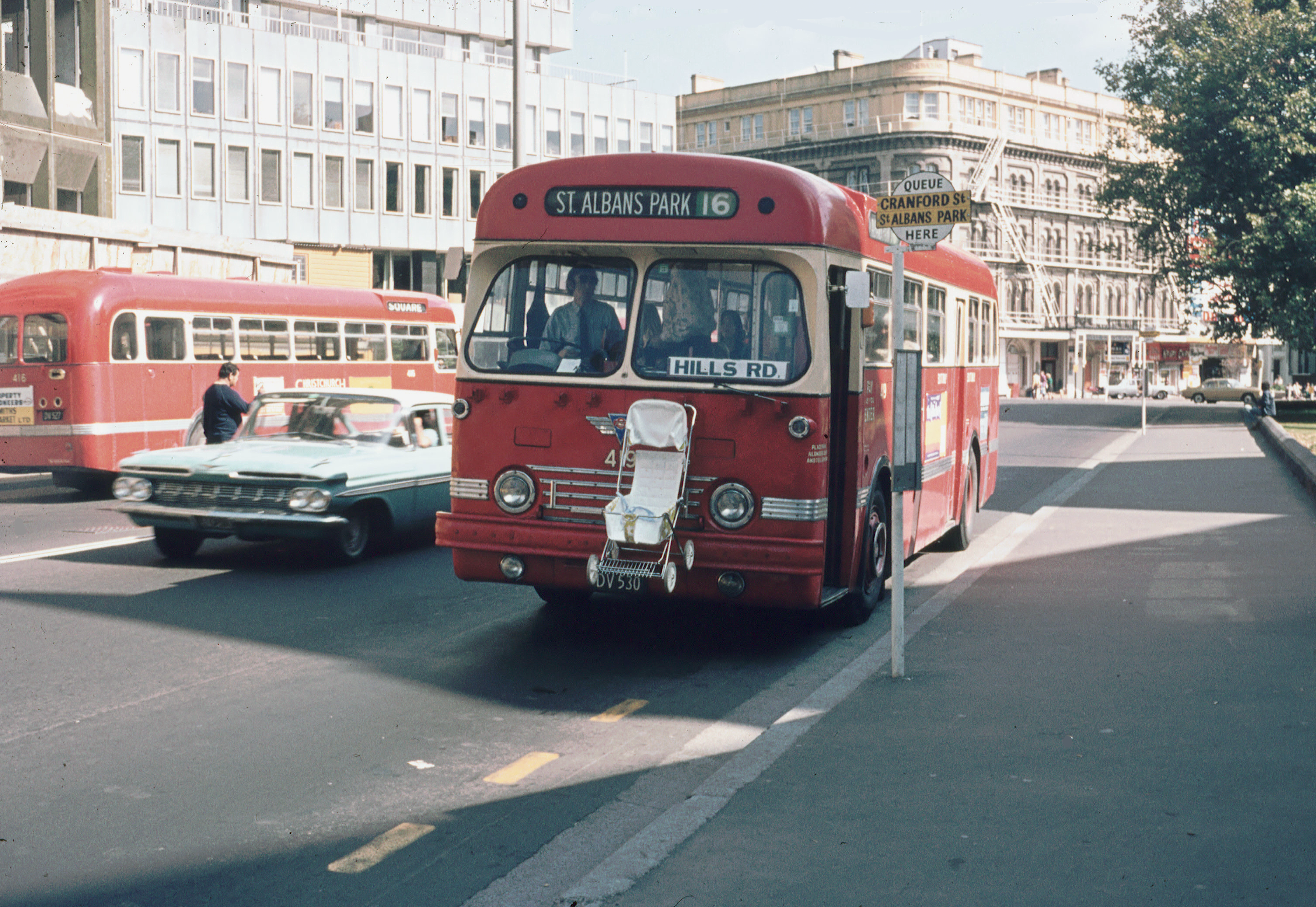
Городской автобус в Крайстчерче, ок. 1973
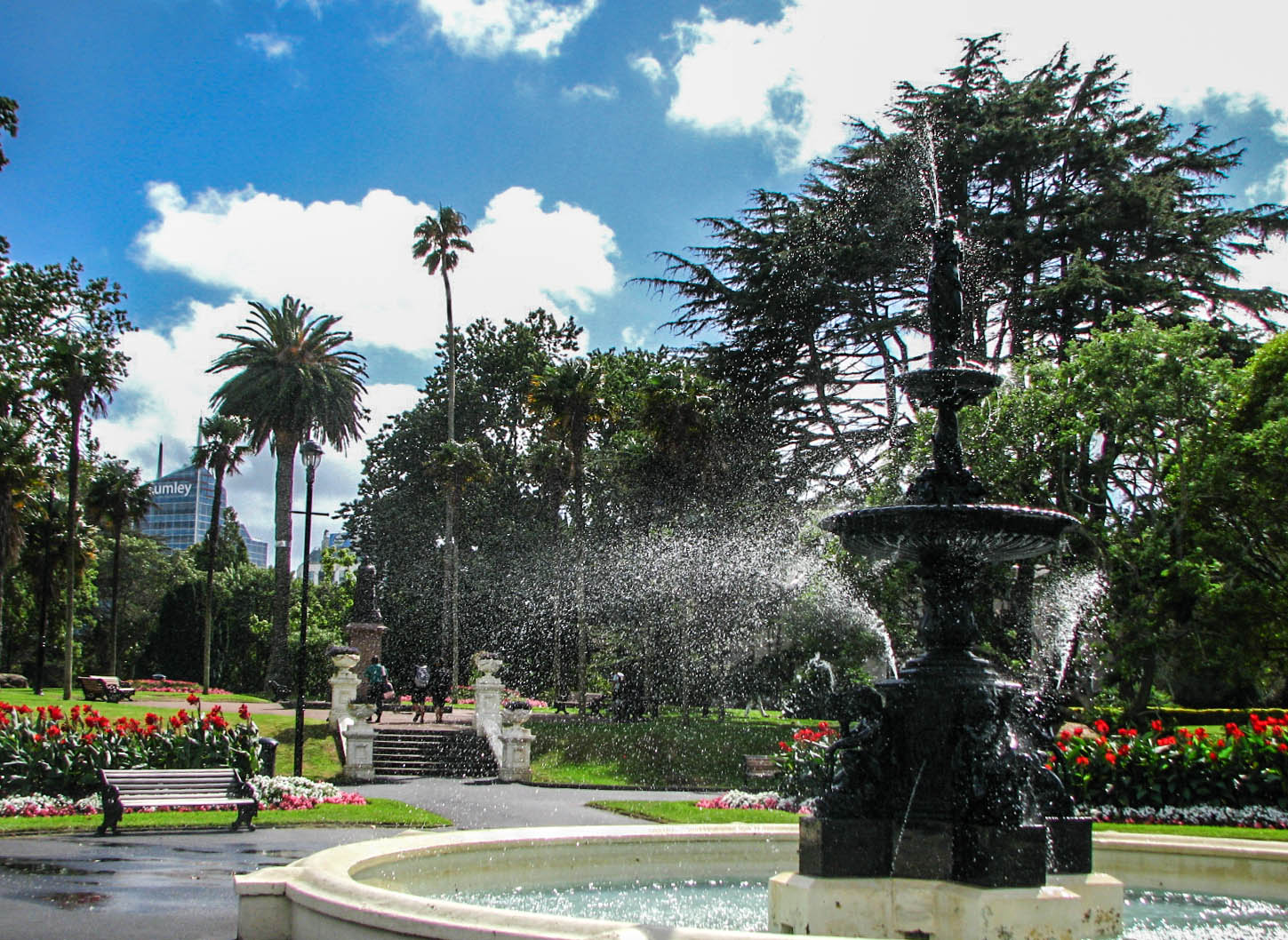
Современная любительская фотография. Альберт-парк, Окленд, 2014